# Terry Melcher
Terrence Paul Melcher (n. Terrence Paul Jorden, Nueva York, 8 de febrero de 1942 - Beverly Hills, 19 de noviembre de 2004) fue un músico y destacado productor estadounidense, y además una figura notable en la formación del sonido de rock californiano de los años 1960. Produjo a muchos artistas, y entre de sus contribuciones más divulgadas figuran canciones como "Turn! Turn! Turn!" de The Byrds, y el éxito "Kokomo" con The Beach Boys, coescrito por Melcher. Fue hijo de la actriz Doris Day.

## Biografía
Terrence P. Melcher nació el 8 de febrero de 1942, en Nueva York. Era hijo de la actriz y cantante Doris Day y el trombonista Al Jorden. Años después del suicidio de su padre, Doris se casó con Marty Melcher, de quien Terry tomaría el apellido.
Con solo 22 años fue contratado como productor en Columbia Records. Era el más joven, pero su nombramiento provino de ser hijo de Doris Day, quien había registrado el éxito "Love Him". No obstante, Terry Melcher se convirtió en un pionero en la producción musical.

### Era surf y hippismo
Se adentró en la industria musical durante la primera mitad de la década de 1960, más específicamente en el surf rock. Su sencillo "Summer Means Fun" bajo el dúo Bruce & Terry, tuvo considerable éxito, y se posicionó como uno de los himnos de la música surf de esa época. Melcher se adaptó rápidamente y sin problemas a la contracultura hippie, al igual que The Beach Boys, grupo pionero de la música surf. Además grabó con The Rip Chords el éxito "Hey, Little Cobra". Compuso temas junto a Bobby Darin y Randy Newman.
Su popularidad como productor aumentó cuando produjo a The Byrds, fusionando el folk con el rock, creando un sonido innovador, las canciones más significativas de este periodo fueron "Mr Tambourine Man" y "Turn! Turn! Turn!".
Luego de The Byrds, su siguiente trabajo fue con una desorganizada banda llamada Paul Revere and the Raiders, con quienes logró crear un equipo de pop comercial con una sucesión de éxitos entre 1965 a 1967 que incluye "Just Like Me", "Kicks", "Hungry", "Good Things" y "Him Or Me - What's It Gonna Be". Mientras tanto, su excompañero, Bruce Johnston, había reemplazado a Brian Wilson en la formación de gira de The Beach Boys. Melcher se encontró con este grupo californiano cuando cantó coros en el mítico álbum Pet Sounds. Pero el cruce tuvo trágicas repercusiones, cuando fue presentado por Dennis Wilson de los Beach Boys, al líder del culto "La Familia", Charles Manson.

### Cruce con Charles Manson
El músico californiano Dennis Wilson (baterista de The Beach Boys) tenía una amistad con Charles Manson. En la primavera de 1968, Wilson se lo presentó a Melcher con la intención que este último le produjera algún proyecto musical. Aunque Wilson logró hacerle escuchar algunas grabaciones, Melcher acabó rechazándolo.
La noche del sábado 9 de agosto de 1969, cuatro seguidores del clan de Manson entraron en la residencia número 10050 de Cielo Drive en Beverly Hills, California, secuaces de Manson mataron salvajemente, entre otras personas, a la actriz Sharon Tate, esposa de Roman Polanski, que estaba embarazada de ocho meses y medio, recibiendo dieciséis puñaladas.
No se sabe con certeza, pero es probable que el ataque fuera planeado para liquidar a Terry Melcher y su novia Candice Bergen, ya que Manson sabía que Melcher había vivido en esa residencia. Manson pensaba que Melcher lo iba a ayudar a lanzarse en la industria musical. Cuando Manson se enteró de que Melcher lo rechazó, Manson se sintió ofendido, por lo que habría mandado a sus discípulos a la casa de Cielo Drive para que lo asesinaran.

### Después de 1968
Sabiendo que algunos secuaces de Charles Manson podrían haber pasado desapercibidos por la justicia, Melcher contrató guardaespaldas para él y su madre, quien entonces trabajaba como productora ejecutiva del programa The Doris Day Show. Su madre sufrió una crisis nerviosa. La muerte de Marty Melcher empeoró aún más la situación y la familia quedó con pocos recursos económicos.
Volvió a producir a The Byrds en 1969 y por los próximos tres años, haciendo con ellos los álbumes The Ballad of Easy Rider, Untitled y Byrdmaniax. Su mayor éxito de la década de 1970 fue la producción y lanzamiento del ídolo pop adolescente David Cassidy. Durante la década de 1980 sus contribuciones fueron irregulares: coprodujo la serie de televisión de su madre Best Friends. Ayudó en la composición y produjo el nuevo éxito de The Beach Boys, "Kokomo", también ayudó en la composición y produjo los álbumes Still Cruisin' y Summer in Paradise de la misma banda.

## Últimos años y muerte
Durante sus últimos años de vida se distanció de la industria musical, ayudó en las tareas caritativas de su madre, como en la Fundación de Animales Doris Day. Melcher enfermó de melanoma y murió el 19 de noviembre de 2004, en Beverly Hills. Le sobrevivió su madre, fallecida el 13 de mayo de 2019 con 97 años de edad.
En el 2011 se publicó My Heart, un álbum con canciones recuperadas de Doris Day, el cual contó con la producción y composición de Terry Melcher y Bruce Johnston. El álbum tiene la canción "Disney Girls", de la autoría de Johnston.